# RTL Group
RTL Group S.A. (dove RTL è acronimo di Radio Télévision Luxembourg) è un gruppo privato radiotelevisivo lussemburghese, a sua volta controllato dal gruppo tedesco Bertelsmann (che ne detiene il 76%), attivo prevalentemente in Francia, Germania, Lussemburgo, Paesi Bassi e Regno Unito. È quotato presso le borse di Bruxelles (Euronext), Francoforte (indice MDAX) e Lussemburgo (indice LuxX).

## Storia
Il gruppo Bertelsmann, proprietario del gruppo televisivo CLT-UFA (originatosi nel 1997 dalla fusione tra CLT e UFA) e il gruppo editoriale Pearson PLC annunciarono nel 2000 che avrebbero inglobato in un unico gruppo le loro attività di produzioni televisive.
Il gruppo RTL Group venne creato il 5 luglio 2000 come fusione tra la CLT-UFA e la società britannica Pearson Television. Nel luglio 2001, il gruppo tedesco Bertelsmann diventa l'azionista di maggioranza di RTL Group a seguito di uno scambio di quote con il Groupe Bruxelles Lambert del suo 30% con il 25% della Bertelsmann. Nel dicembre 2001, Bertelsmann acquisisce il 22% di Pearson PLC giungendo a possedere l'89,8% di RTL Group. Il 10,2% restante è quotato alla Borsa di Bruxelles. Nel marzo del 2013 Bertelsmann SE & Co. KGaA ha ceduto al mercato, una consistente parte delle azioni detenute in RTL Group, rimanendo comunque l'azionista di maggioranza (la sua quota è pari al 75,1% mentre il restante 24,9% è quotato in Borsa). Nello stesso tempo il titolo di RTL Group ha fatto ingresso alla Borsa di Francoforte.

## Gruppo

### Fremantle
Il gruppo controlla direttamente la britannica Fremantle, che si occupa di produzione e distribuzione di programmi televisivi ed è internazionalmente nota per i format televisivi Idol, Got Talent e The X Factor.

### Groupe M6
Il Groupe M6, con sede a Neuilly-sur-Seine, controlla le attività del gruppo in Francia comprensive di 14 emittenti televisive e tre radiofoniche:
Radio
- RTL
- RTL2
- Fun Radio

Televisione
- 6ter
- Canal J (attraverso Jeunesse TV)
- Gulli (attraverso Jeunesse TV)
- La Chaîne du Père Noël (attraverso Jeunesse TV)
- M6
- M6 Music
- MCM (attraverso Groupe MCM)
- MCM Top (attraverso Groupe MCM)
- Paris Première
- RFM TV (attraverso Groupe MCM)
- Série Club (50% detenuto da TF1)
- Téva
- Tiji (attraverso Jeunesse TV)
- W9

### RTL Deutschland
Sotto la direzione di RTL Deutschland sono poste 15 emittenti televisive e 17 emittenti radiofoniche in Germania:
Radio
- 104.6 RTL a Berlino
- Antenne Bayern in Baviera
- Radio Hamburg a Amburgo
- Radio NRW nella Renania Settentrionale-Vestfalia
- RTL Radio, nella zona di confine col Lussemburgo
- Antenne Mecklenburg-Vorpommern nel Meclemburgo-Pomerania Anteriore
- Hitradio Antenne nella Bassa Sassonia
- Hitradio RTL in Sassonia.
- Hitradio Brocken nelle regioni: Magdeburgo, Halle, Dessau, Harz, Altmark e di Naumburg nell'est.
- 89.0 RTL in Bassa Sassonia, a nord dell'Assia, a nord della Turingia e in Sassonia
- Radio 21 nella regione di Hannover
- Antenne Thüringen in Turingia
- BB Radio a Berlino e nel Brandeburgo

Televisione
- RTL Television
- RTL II
- VOX
- Super RTL
- RTL Shop
- N-tv
- Traumpartner.tv
- K1010
- RTL Crime
- RTL Live
- RTL Passion

### RTL Magyarország
RTL Magyarország gestisce le attività del gruppo in Ungheria tra cui figurano i canali televisivi Cool, Film+ e RTL Kettő oltre che il servizio di streaming RTL+.

### RTL Lëtzebuerg
RTL Lëtzebuerg è la divisione che si occupa di gestire le attività del gruppo in Lussemburgo, comprensive delle emittenti televisive RTL Télé Lëtzebuerg e RTL Zwee oltre che dell'emittente radiofonica RTL Radio Lëtzebuerg. In Lussemburgo il gruppo controlla anche Eldoradio e RTL Radio.

### RTL Nederland
Attraverso RTL Nederland, che ha sede a Hilversum, il gruppo controlla le proprie attività nei Paesi Bassi e gestisce otto emittenti televisive (RTL 4, RTL 5, RTL 6, RTL 7, RTL 8, RTL Z, RTL Crime, RTL Lounge e RTL Telekids) oltre che i servizi OTT RTL XL e Videoland, RTL Live Entertainment, Ad Alliance, RTL Nieuws e il magazine Bright.

### We Are Era
We Are Era è un'agenzia per talenti con sede in Germania, concentrata prevalentemente nello sviluppo di conoscenze digitali.

### Altre partecipazioni
Il gruppo ha una partecipazione minoritaria in Atresmedia (Spagna). In passato ha detenuto partecipazioni anche in: Alpha TV, Channel 5, REN TV, RTL-TVI (passato nel 2022 a DPG Media e Rossel), RTL 7, RTL9 (passata nel 2017 al gruppo Mediawan) e RTL Televizija (passata nel 2022 a CME del gruppo PPF).